# Ковалёв, Иван Кириллович
Иван Кириллович Ковалёв (12.06.1906, дер. Бабичи, Рогачёвский уезд, Могилёвская губерния — 1943, неизвестно) — один из организаторов и руководителей минского партийного подполья во время Великой Отечественной войны, секретарь минского подпольного горкома КП(б)Б.

## Биография
Родился в деревне Бабичи (ныне Чечерский район, Гомельская область, Республика Беларусь).
В 1938 году окончил высшую коммунистическую сельскохозяйственную школу им. В.И.Ленина в Минске (ныне БГАТУ). Работал заместителем директора, позднее — директором Заславской МТС. С 1940 года — секретарь Заславского районного комитета КП(б)Б.
В начале войны по заданию ЦК КП(б)Б оставлен в тылу врага для подпольной работы. В 1941 году прибыл в Минск, установил связь со знакомыми коммунистами и вместе с ними приступил к созданию городской подпольной организации. Подпольные псевдонимы — Иван Гаврилович, Стрельский, Невский. По его инициативе в ноябре 1941 был создан Минский подпольный горком КП(б)Б. Осуществлял непосредственное руководство подпольной борьбой патриотов в Минске и развёртыванием партизанского движения в пригородных районах. При участии подпольного горкома создано более 20 партизанских отрядов и три бригады.
Арестован гитлеровцами в октябре 1942 года вместе с другими руководителями минского подполья подвергался ужасным мучениям. Дальнейшая судьба точно не выяснена. По сведениям подпольщиков, И.К. Ковалёв сожжён в Тростенце в начале 1943 года.
Погибшего Ковалёва долго считали предателем, и лишь в 1990 году ЦК КПБ постановил: «Считать несоответствующим действительности ранее инкриминируемое И.К. Ковалёву предательство членов Минского подпольного горкома партии, сотрудничество с гитлеровскими оккупантами».

## Память
Имя И.К. Ковалёва носит одна из улиц в Минске, на фасаде дома №43 по этой улице установлена мемориальная доска.